# Glonn
Glonn é um município da Alemanha, no distrito de Ebersberg, na região administrativa de Oberbayern, estado de Baviera.

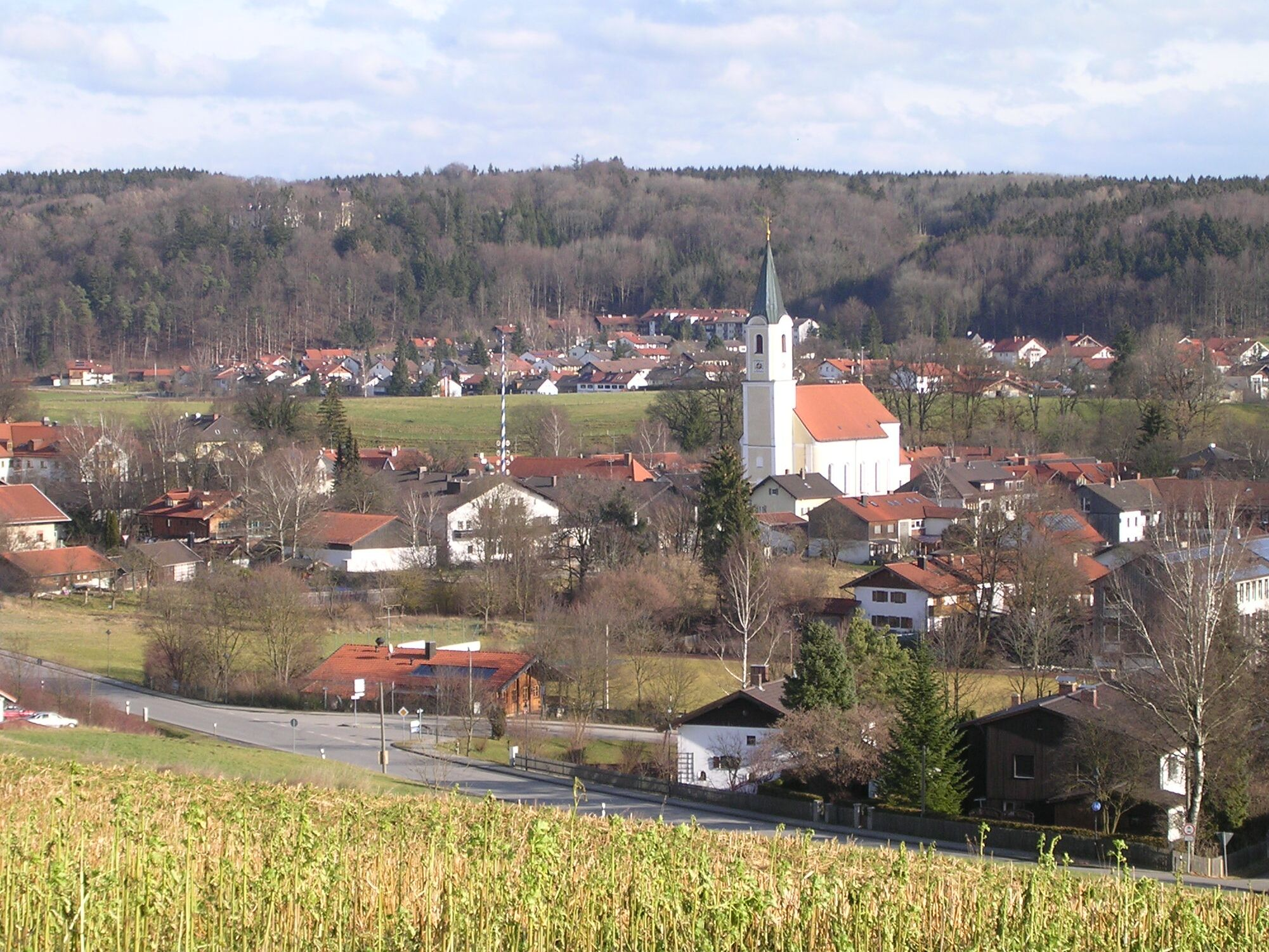
Glonn